# Szkoła Aspirantów Państwowej Straży Pożarnej w Poznaniu

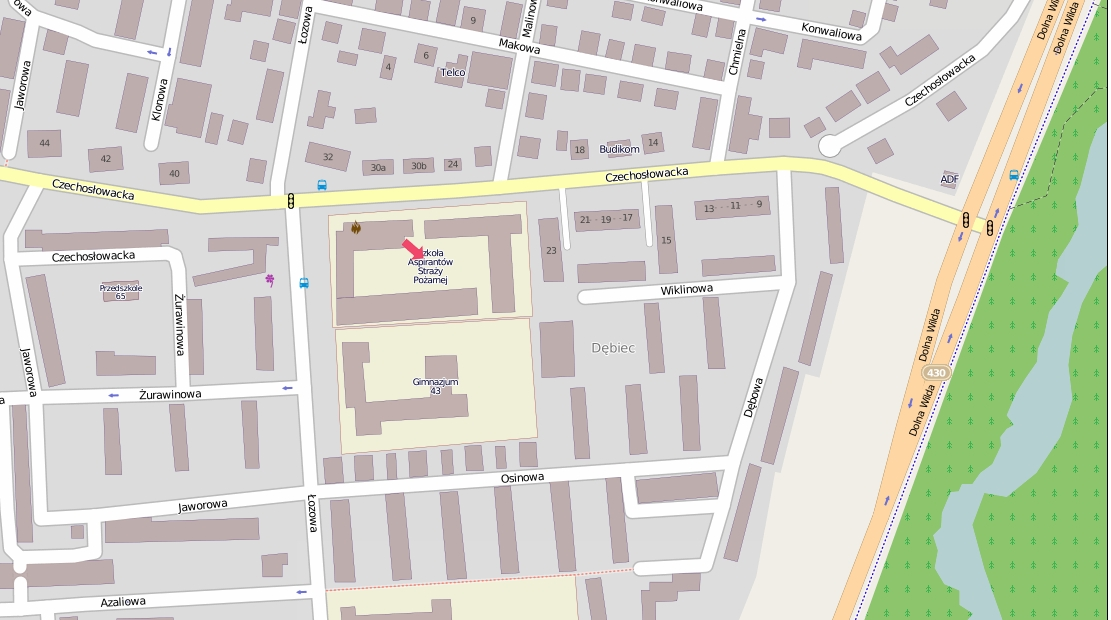
Plan okolic budynku szkoły

Szkoła Aspirantów Państwowej Straży Pożarnej – dwuletnie policealne studium zawodowe przygotowujące kadrę średniego szczebla dowodzenia dla jednostek organizacyjnych Państwowej Straży Pożarnej. Szkoła powstała jako Wojewódzki Ośrodek Wyszkolenia Pożarniczego w roku 1951 z inicjatywy komendanta Zawodowej Straży Pożarnej miasta Poznania mjr. poż. Władysława Pilawskiego. Ośrodek rozpoczął działalność 30 listopada 1951 roku prowadząc szkolenie na potrzeby województwa poznańskiego.

## Historia
- Wojewódzki Ośrodek Wyszkolenia Pożarniczego (1951-1952)
- Szkoła Polityczno-Wychowawcza Pożarnictwa (1952-1954)
- Oficerskie Technikum Pożarnicze (1954-1958)
- Szkoła Podoficerów Pożarnictwa (1958-1971)
- Szkoła Chorążych Pożarnictwa (1971-1992)
- Szkoła Aspirantów PSP (1992-nadal)

W 1963 roku Komendant Główny SP nadał Szkole Sztandar.

## Architektura
Kompleks szkolny składa się z dwóch części: starszej, zrealizowanej w latach 1950–1953 (projektant E. Tyc) i nowszej z około 1975 (projektanci Lech Sternal i Zygmunt Skupniewicz). Pierwsza z tych części nawiązuje do ducha przedwojennego modernizmu (remiza, wspinalnia i sale noclegowe), a nowsza jest owocem powojennych dokonań tego nurtu (budynek socjalny, sala gimnastyczna i koszary). Kompleks został uzupełniony budynkiem z mieszkaniami służbowymi z 1999 roku.

## Komendanci[2]
- 1951-1952 – kpt. poż. Jerzy Grześkowiak
- 1952-1953 – asp. Andrzej Włodarczak
- styczeń 1953 -sierpień 1954 – kpt. sztab. Antoni Michalak
- 1 września 1954 – czerwiec 1957 – mł. kpt. poż. Józef Dobosz
- lipiec 1958 – październik 1959 – kpt. poż. inż. Marian Gola
- listopad 1959 – grudzień 1959 – kpt. poż. Adam Jackowski
- 1960 – sierpień 1961 – kpt. poż. Stanisław Nosek
- wrzesień 1962–1986 – płk poż. Józef Dobosz
- 1986-1992 – st. bryg. mgr Juliusz Skrobisz
- 1 stycznia 1992 – 1 kwietnia 2000 – st. bryg. mgr Witold Gołębowski
- 1 kwietnia 2000 – 17 sierpnia 2006 – st. bryg. mgr inż. Jerzy Bronowicz
- 17 sierpnia 2006 – 23 września 2017 – st. bryg. dr inż. Grzegorz Stankiewicz
- 23 września 2017 – 3 stycznia 2020 – st. bryg. dr inż. Jan Kołdej[3]
- 4 stycznia 2020 – 2 stycznia 2024 – st. bryg. mgr inż. Maciej Zdęga[4]
- 2 stycznia 2024 –31 stycznia 2024 p.o. st. bryg. mgr inż. Mariusz Hulewicz[5][6]
- 1 lutego 2024-nadal – st. bryg. mgr inż. Andrzej Zajączkowski[7]